# 50 Pułk Piechoty (brytyjski)
50 pułk piechoty – istniał od 1755 do 1881 roku.
Pierwotnie znany jako 52nd Regiment of Foot, w 1757 gdy rozwiązano regimenty 50 i  51, został pułkiem 50. W 1757 żołnierze pułku brali udział w atakach na francuskie wybrzeże, a w 1760 walczyli w Niemczech. Brali wówczas udział w następujących starciach:
- bitwa pod Warburgiem (31 lipca 1760)
- bitwa pod Vellinghausen(15 lipca 1761)
- bitwa pod Wilhelmstahl (24 czerwca 1762)

W 1772 regiment został wysłany na Jamajkę, a stamtąd w 1776 roku do Nowego Jorku. Pułk nie brał jednak udziału w bitwach przeciw amerykańskim kolonistom, lecz wspomagał flotę, m.in. w pierwszej bitwie pod  Ushant.
W 1782 przemianowany na 50th (West Kent) Regiment of Foot. Od 1827 50th (Duke of Clarence's) Regiment of Foot, a po 1831 50th (Queen's Own) Regiment of Foot. Od 1881 roku wraz z 97th (Earl of Ulster's) Regiment of Foot współtworzy  Queen's Own (Royal West Kent Regiment).

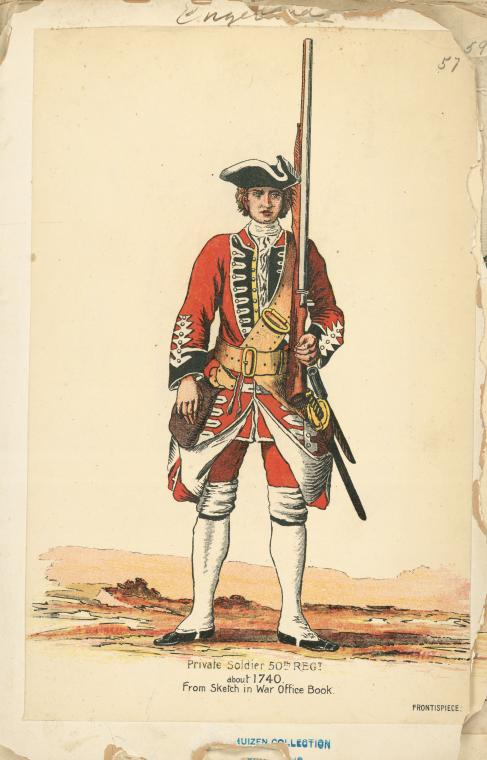
Piechur brytyjski z 50 pułku